# Червоний Став (Кам'янський район)
Червоний Став — село в Україні, у Криничанській селищній громаді Кам'янського району Дніпропетровської області.
Населення — 54 мешканця.

## Населення

### Мова
Розподіл населення за рідною мовою за даними перепису 2001 року:
| Мова       | Кількість | Відсоток |
| ---------- | --------- | -------- |
| українська | 51        | 94.44%   |
| російська  | 2         | 3.70%    |
| білоруська | 1         | 1.86%    |
| Усього     | 54        | 100%     |

## Географія
Село Червоний Став знаходиться на відстані 0,5 км від села Дружба. По селу протікає пересихаючий струмок з загатою. Поруч проходить автомобільна дорога М04 (E50).